# Bouilh-Devant
Bouilh-Devant település Franciaországban, Hautes-Pyrénées megyében. Lakosainak száma 22 fő (2022. január 1.). Bouilh-Devant Saint-Sever-de-Rustan, Antin, Laméac, Mazerolles és Trouley-Labarthe községekkel határos.

## Népesség
A település népességének változása:
| Lakosok száma | 22   | 22   | 23   | 21   | 20   | 20   | 19   | 20   | 22   |
|               | 2013 | 2015 | 2016 | 2017 | 2018 | 2019 | 2020 | 2021 | 2022 |